# دوك ويست
دوك ويست (بالإنجليزية: Doc West)‏ هو عازف جاز أمريكي، ولد في 12 أغسطس 1915 في Wolford ‏، وتوفي في 4 مايو 1951 في كليفلاند في الولايات المتحدة.

## وصلات خارجية
- دوك ويست على موقع ميوزك برينز (الإنجليزية)
- دوك ويست على موقع أول ميوزيك (الإنجليزية)
- دوك ويست على موقع ديسكوغز (الإنجليزية)